# Copa América Femenina
A Copa América Femenina (korábban: Sudamericano Femenino) a legfőbb rendezvény a női labdarúgásban a CONMEBOL nemzeti csapatai között.
Az torna első két kiírásában csak egy csapat (a bajnok) kvalifikálta magát a női labdarúgó-világbajnokságra. A harmadik kiírásban a győztes automatikusan résztvevő volt, amíg a torna döntőse a CONCACAF egyik csapatával játszott rájátszást a világbajnoki részvételért. A negyedik idényben két automatikus helyet kaptak a 2003-as világbajnokságra: a bajnok és az ezüstérmes egyaránt kijutott, a helyzet a 2007-es kiírásban is megmaradt.

## Győztesek
| Év             | Házigazda | Döntő     | Döntő                  | Döntő      |            |
| Év             | Házigazda | Győztes   | Eredmény               | Ezüstérmes | Bronzérmes |
| -------------- | --------- | --------- | ---------------------- | ---------- | ---------- |
| 1991 Részletek | Brazília  | Brazília  | Körmérkőzéses rendszer | Chile      | Venezuela  |
| 1995 Részletek | Brazília  | Brazília  | 2 - 0                  | Argentína  | Chile      |
| 1998 Részletek | Argentína | Brazília  | 7 - 1                  | Argentína  | Peru       |
| 2003 Részletek | Peru      | Brazília  | Körmérkőzéses rendszer | Argentína  | Kolumbia   |
| 2006 Részletek | Argentína | Argentína | Körmérkőzéses rendszer | Brazília   | Uruguay    |
| 2010 Részletek | Ecuador   | Brazília  | Körmérkőzéses rendszer | Kolumbia   | Chile      |
| 2014 Részletek | Ecuador   | Brazília  | Körmérkőzéses rendszer | Kolumbia   | Ecuador    |
| 2018 Részletek | Chile     | Brazília  | Körmérkőzéses rendszer | Chile      | Argentína  |
| 2022 Részletek | Kolumbia  | Brazília  | 1 - 0                  | Kolumbia   | Argentína  |
| 2025 Részletek | Ecuador   |           |                        |            |            |

## Örökranglista
| Csapat    | Győzelmek                                          | Ezüstérem            | Bronzérem      |
| --------- | -------------------------------------------------- | -------------------- | -------------- |
| Brazília  | 8 (1991, 1995, 1998, 2003, 2010, 2014, 2018, 2022) | 1 (2006)             | -              |
| Argentína | 1 (2006)                                           | 3 (1995, 1998, 2003) | 2 (2018, 2022) |
| Kolumbia  | -                                                  | 3 (2010, 2014, 2022) | 1 (2003)       |
| Chile     | -                                                  | 2 (1991, 2018)       | 2 (1995, 2010) |
| Peru      | -                                                  | -                    | 1 (1998)       |
| Uruguay   | -                                                  | -                    | 1 (2006)       |
| Venezuela | -                                                  | -                    | 1 (1991)       |

## Gólkirályok
| Év   | Játékos          | Csapat    | Gólok | Mérkőzések |
| ---- | ---------------- | --------- | ----- | ---------- |
| 1991 | Adriana          | Brazília  | 4     | 2          |
| 1995 | Sissi            | Brazília  | 12    | 4          |
| 1998 | Roseli           | Brazília  | 16    | 6          |
| 2003 | Marisol Medina   | Argentína | 7     | 5          |
| 2006 | Cristiane        | Brazília  | 12    | 7          |
| 2010 | Marta            | Brazília  | 9     | 7          |
| 2014 | Cristiane        | Brazília  | 6     | 7          |
| 2018 | Catalina Usme    | Kolumbia  | 9     | 7          |
| 2022 | Yamila Rodríguez | Argentína | 6     | 6          |

## Külső hivatkozások
- Sudamericano Femenino a CONMEBOL honlapján
- Dél-amerikai női bajnokság José Luis Pierrend-tól az RSSSF-en